# Bibliothek von Genf

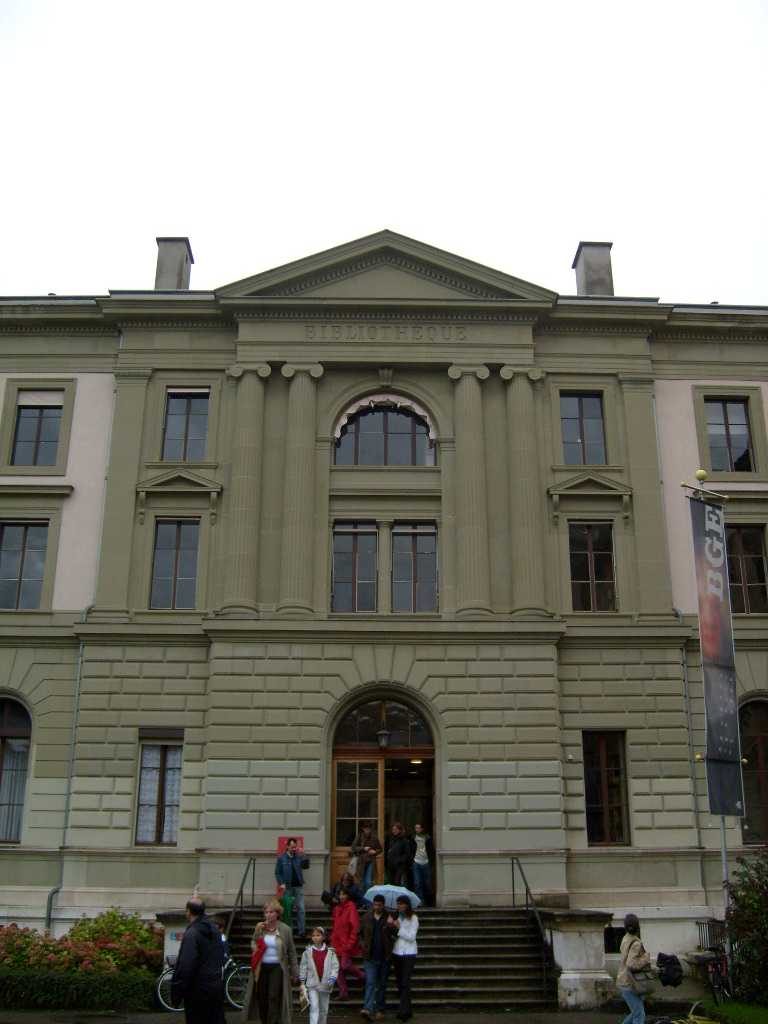
Aussenansicht

Die Bibliothek von Genf (BGE) (frz. Bibliothèque de Genève), bis 2006 unter dem Namen Öffentliche Universitätsbibliothek (Bibliothèque publique et universitaire BPU) bekannt, ist eine der ältesten Universalbibliotheken der Schweiz. Als Arbeitsinstrument der 1559 von Jean Calvin gegründeten Akademie wird sie zum ersten Mal 1561 erwähnt. Heute ist die Bibliothek von Genf gleichzeitig eine öffentliche Bibliothek mit patrimonialem Auftrag und die Zentralbibliothek der Genfer Universität. Ihr Auftrag ähnelt demjenigen einer Nationalbibliothek, da die Bibliothek von Genf versucht, die Genovensia möglichst erschöpfend zu erfassen.

## Bestand
Die Abteilung der Inkunabeln und Manuskripte bildet den wichtigsten Teil der Sammlung. Darin befinden sich auch besonders wertvolle und seltene Dokumente, die das Interesse von Forschern der ganzen Welt hervorrufen. Andere, spezialisiertere Dokumenttypen vervollständigen den Bestand: Plakate, die Genfer Ikonografie, Karten und Pläne.
Der Bestand an Druckschriften umfasst mehr als zwei Millionen Bände und deckt alle Wissensgebiete ab. Allerdings hat sich die Bibliothek seit dem 20. Jahrhundert wegen der zunehmenden Anzahl der veröffentlichten Bücher auf die Geistes- und Sozialwissenschaften konzentriert.
Die Bibliothek erhält im Zusammenhang mit der in Genf gesetzlich festgelegten Pflichtabgabe alle Publikationen, die in Genf gedruckt oder verlegt werden (die sogenannten Genovensia), sofern es sich um Bücher, Zeitschriften oder Plakate handelt.